# El Khemis
Pour les articles homonymes, voir Khemis.
El Khemis est une commune de la wilaya de Djelfa en Algérie.

## Personnalités
- Salim Nadher (1976-), footballeur algérien, est né à El Khemis.